# Strychnos mitscherlichii
Strychnos mitscherlichii là một loài thực vật có hoa trong họ Mã tiền. Loài này được M.R.Schomb. miêu tả khoa học đầu tiên năm 1849.